# 小行星6492
小行星6492是一颗围绕太阳公转的小行星。1991年7月18日，亨利·德波鸿诺在拉西拉天文台发现了此天体。
这颗小行星的绝对星等为247.4794660075635等。